# Csonka Ibolya (színművész)
Csonka Ibolya (Szeged, 1959. január 29. –) Aase-díjas magyar színésznő.

## Életpályája
A főiskolát 1982-ben – Major Tamás és Székely Gábor tanítványaként – végezte el. Főiskolai hallgatóként Kaposváron és a Nemzeti Színházban kapott szerepeket. Pályakezdőként az akkor alakuló Budapesti Katona József Színház  alapító tagja lehetett. Játszott a teátrum nyitó darabjában, A manóban. 1991-ben távozott a színháztól, egy évig szabadúszó volt, majd a Budapesti Kamaraszínházhoz szerződött. 1994 óta a Csiky Gergely Színház tagja, itt Dosztojevszkij: Bűn és bűnhődés című darabjában, Szonja szerepében debütált.

## Színházi alakításai
A Színházi adattárban regisztrált bemutatóinak száma: 100. Ugyanitt harminckét színházi fotón is látható.
| - Brecht: Kispolgári nász A Budapesti Katona József Színházban - Csehov: A manó (Szonja) - Shakespeare: Ahogy tetszik (Célia) - Spiró György: Imposztor (Pieknowszka) - Molière: Tudós nők (Henriette) - Carlo Goldoni: Mirandolina (Dejanira) - Bulgakov: Menekülés (Arcocska a pénztárablakból) - Gozzi: Szarvaskirály (Angela) - Pirandello: Az ember, állat és az erény (Perelláné) - Corneille: L’Illusion comique (Lise) - O’Neill: Utazás az éjszakába (Cathleen) - Canetti: Esküvő (Mariechen) - Bulgakov: Kutyaszív (Vjaszemszkaja) - Wedekind: Lulu (Bianetta Gazil) | Későbbi szerepei - Tamási Áron: - Hegyi patak (Anka) - Énekes madár (Gondos Magdó) - Fassbinder: A fehér méreg (Luisa Mauer) - Barry Kyle: Zúzódás (Sylvia 2) - Lázár Ervin: A négyszögletű kerek erdő (Vacskamati) - Mikszáth Kálmán: A Noszty fiú esete Tóth Marival (Krisztina, a feleség) - Brian Friel: Philadelphia, nincs más út! (Lizzy Sweeney) - Jeles András: Szenvedéstörténet (szagocska) - Vasziljev: Csendesek a hajnalok (A háziasszony) - Ödön von Horváth: Kasimír és Karoline (Elli) - Csehov: - Ványa bácsi (Vojnyickaja) - Három nővér (Dada) - Shakespeare: - Rómeó és Júlia (Dajka) - Lear király (beavató színház) | - Tennessee Williams: Üvegfigurák (Amanda Wigfield) - Rejtő Jenő-Hamvay Kornél-Varró Dániel: Vesztegzár a Grand Hotelban - Alexander Galin: Verseny (Varbvara Volkova) - Tolsztoj: A sötétség hatalma (Matrjona) - Bart: Olivér (Mrs Bedwin) - Horváth Péter – Sztevanovity Dusán – Presser Gábor – Holló Aurél: A padlás (Mamóka) - Móra Ferenc-Deres Péter : Hannibál tanár úr (Nyúlné) - Litvai Nelli: Világszép nádszálkisasszony – (Dadus – Öregasszony) - David Speidler: A király beszéde – (anyakirálynő) - Reginald Rose: Tizenkét dühös ember – (Kilencedik esküdt) - Móricz Zsigmond – Kocsák Tibor – Miklós Tibor: Légy jó mindhalálig – (Doroghyné) - Bohumil Hrabal: Szigorúan ellenőrzött vonatok – (Főnökné, Anyuka, Recepciós) - Fésűs Éva: Ajnácska – (Kulcsár Julcsa) |

## Mozgókép
| Film - Gigi (1989) - Franciska Vasárnapjai (1997) - Iszka Utazása (2007) - Mázli / Fluk (2008) - Anyám és más futóbolondok a családból (2015) | Televízió - A Szórád-ház (1997) - A tanítónő (1988) - A varázsló álma (1986) - Akár tetszik, akár nem (1985) - Akar velem játszani? (1982) - Nők iskolája (1982) - Négyes pálya - Három a kislány - Szomszédok - Fapad (2015) - A mi kis falunk (2018) - Drága örökösök (2019–2020) - Keresztanyu (2021–2022) - Drága örökösök – A visszatérés (2022–) |

## Hangjátékok
- Micimackó: Szamár születésnapja (2014) – Malacka

## Díjai, elismerései
- Kritikusok díja (1983)
- Aase-díj (2010)
- Pécsi Országos Színházi Találkozó (2015) – Legjobb női mellékszereplő (Bohumil Hrabal: Szigorúan ellenőrzött vonatok – Főnökné, Anyuka, Recepciós)

## Hang és kép
- Kapos.hu: Interjú